# Фролов, Харитон Моисеевич
Харито́н Моисе́евич Фроло́в (1892—1940) — красноармеец, герой Гражданской войны в России.

## Биография
Выходец из семьи бедняка села Семёновки Лебединского уезда Харьковской губернии.
Боролся за установление Советской власти в городе Орле. Во время австро-германской оккупации  нелегально возвратился на малую родину и вместе с двоюродным братом А. И. Фроловым создал партизанский отряд численностью 40 бойцов (вскоре вырос до 100 человек) и в составе Лебединского Советского кавалерийского полка воевал на фронтах гражданской войны.
Известно, что махновцы схватили жену и дочь Фролова, издевались над трёхлетней дочерью на глазах его жены. Они вырезали трёхлетней Тане глаза, отрезали пальцы, а позже закололи штыками. Но, несмотря на это, его жена Матрёна не рассказала, где находится её муж и его партизанский отряд. Поэтому махновцы изрубили её саблями и посадили на кол. Когда об этом узнал сам Х. М. Фролов, он ворвался в эту деревню со своим отрядом и перебил всех махновцев. Когда банды были уничтожены в 1919 году во всём Лебединском уезде, Фролов стал командиром 1-го кубанского казачьего кавалерийского полка.
За выдающиеся заслуги в боях против врагов Советской власти Реввоенсовет Республики в 1921 году наградил его орденом Красного Знамени и именным оружием. 
Умер в 1940 году. Похоронен в Лебедине. В день 50-летия советской власти на одной из площадей города был открыт его памятник, автором которого является народный художник СССР М. Г. Лысенко.
Одна из улиц города и несколько улиц в сёлах района названы его именем.